# ترومائو
ترومائو (به آلمانی: Trumau) یک شهر بازاری و municipality of Austria در اتریش است که در Baden District, Austria واقع شده است.